# Реймонд (Animal Crossing)
Реймонд (англ. Raymond), в оригинальном японском переводе его зовут Джек  (яп. ジャック Дзякку) — антропоморфный кот и один из сельских жителей, которого игрок может заполучить на свой остров в игре Animal Crossing: New Horizons. Он, наряду с семью другими жителями был добавлен вместе с обновлением. Реймонд привлёк внимание у игровых СМИ после того, как стал самым популярным персонажем у фендома Animal Crossing. Желание многими игроками приобрести Реймонда в качестве жителя острова способствовало формированию чёрного рынка, завязанного на продаже персонажа по завышенным ценам и часто за реальные деньги. Это в том числе привлекло многочисленных мошенников.

## Описание
Реймонд — это один из более 400 неигровых персонажей, которого игрок может заполучить в качестве сельского жителя. Он является антропоморфным котом с серой шерстью и гетерохромией. Является «самодовольным» жителем, то есть обладает высокомерным характером, но выделяется вежливыми манерами. С его же слов, выстраивает имидж «холодного и неприступного эгоиста». Дом Реймонда выстроен в офисном стиле.

## Популярность
Реймонд стал самым популярным персонажем у фендома Animal Crossing. Он вызвал ажиотаж у игроков ещё во время анонса, до его добавления в игру. Популярность персонажа обусловлена и его необычным образом по меркам остальных жителей Animal Crossing. Стиль одежды придают коту явный хипстерский стиль, также Реймонд может носить костюм горничной, если его подарить коту.
Популярность Реймонда привела к тому, что множество игроков New Horizons стремятся заполучить его в качестве жителя острова. В итоге Реймонд стал самым дорогим «товаром» среди игроков, занимающихся внутриигровой торговлей предметами на специально отведённых площадках. Хотя игра не делит жителей по уровню редкости или ценности, среди фанатской аудитории Animal Crossing сформировался негласный рейтинг по уровню популярности жителей, на первом месте стоит Реймонд. Стоимость кота может достигать около 400 «билетов за мили нука», для приобретения такого количества билетов, игрок должен потратить 65 часов беспрерывного игрового процесса за выполнением заданий. Ценность кота повышается в том числе из-за невозможности приглашать его на кемпинг через карту Amiibo. Nook.market, одна из торговых площадок внутриигровых предметов Animal Crossing утверждала, что по состоянию на апрель 2020 года около половины всех запросов игроков касались приобретения Реймонда.
Высокая цена Реймонда завлекает и множественных мошенников, притворяющихся игроками, после получения оплаты, они могут выкинуть игрока из острова, не позволяя ему пригласить жителя на свой остров. Любой игрок, стремящийся заполучить кота имеет высокий шанс быть обманутым. Многие игроки в том числе приобретают Реймонда за реальные деньги через такие торговые площадки, как EBay. Цена некоторых предложений могла достигать 1000 долларов США. Ряд игровых издательств заметили, что Реймонд сыграл ключевую роль в формировании чёрного рынка, завязанного на торговле предметами из Animal Crossing. Для борьбы с ним в том числе объединялись хакеры, «раздававшие» бесплатно игрокам Реймонда и других редких жителей.

### Восприятие
Вокруг Реймонда сформировалась своя фанатская аудитория, создающая множество фанатских артов, посвящённых персонажу, а также машинимы.
Реймонд крайне высоко ценится среди фанатского сообщества Animal Crossing, его наличие повышает статус игрока и доказывает его «хардкорность» по отношению к игре и фендому. Одновременно его феноменальная популярность вызывает резко отрицательное отношение у другой части фендома, как к самому персонажу, так и к игрокам, желающим заполучить его любыми способами. Многие игроки выражали своё раздражение тем, что Реймонд получает по их мнению непомерно много внимания. Некоторые игроки, заполучившие Реймонда демонстративно могли его выселять из своего острова без продажи кому либо.
Желание многих игроков приобрести кота породило множество интернет-мемов, высмеивающих порой «абсурдные ценники», выставляемые игроками-«продавцами». Такие игроки пародируют сцену «Реймонда в коробках» — день подготовки переезда, когда персонажа может пригласить к себе другой игрок. Другие мемы связаны с «одержимым желанием» многих игроков заполучить кота в качестве жителя.